# Liyang
Liyang is een stad in de provincie Jiangsu van China. De stad heeft 781.500 inwoners (2011). Liyang is een stadsarrondissement onderdeel van de stadsprefectuur Changzhou.
Liyang kent een geschiedenis van meer dan 2200 jaar; de naam van de stad werd sinds 221 v.Chr. gebruikt.
Liyang heeft een stedenband met Leeuwarden sinds oktober 2011.

## Economie
Liyang was in vroeger tijden voor haar inkomen afhankelijk van de landbouw en veeteelt. Na decennia van sterke groei is dit beeld sterk veranderd. In het eerste decennium van de 21e eeuw was dit aandeel voor de gehele provincie Jiangsu inmiddels gereduceerd tot ongeveer 6,7%. Enkele sectoren die snel zijn gegroeid, zijn industrie en ambachten en toerisme. Anno 2010 stond Liyang op de 47e plaats van de top 100 economisch sterkste stedelijke agglomeraties van China.
In Liyang worden groene theesoorten geoogst. Tot de bekende soorten van de regio worden de Nanshan Shoumei en Longtan Qingfeng gerekend.

## Vervoer en toerisme

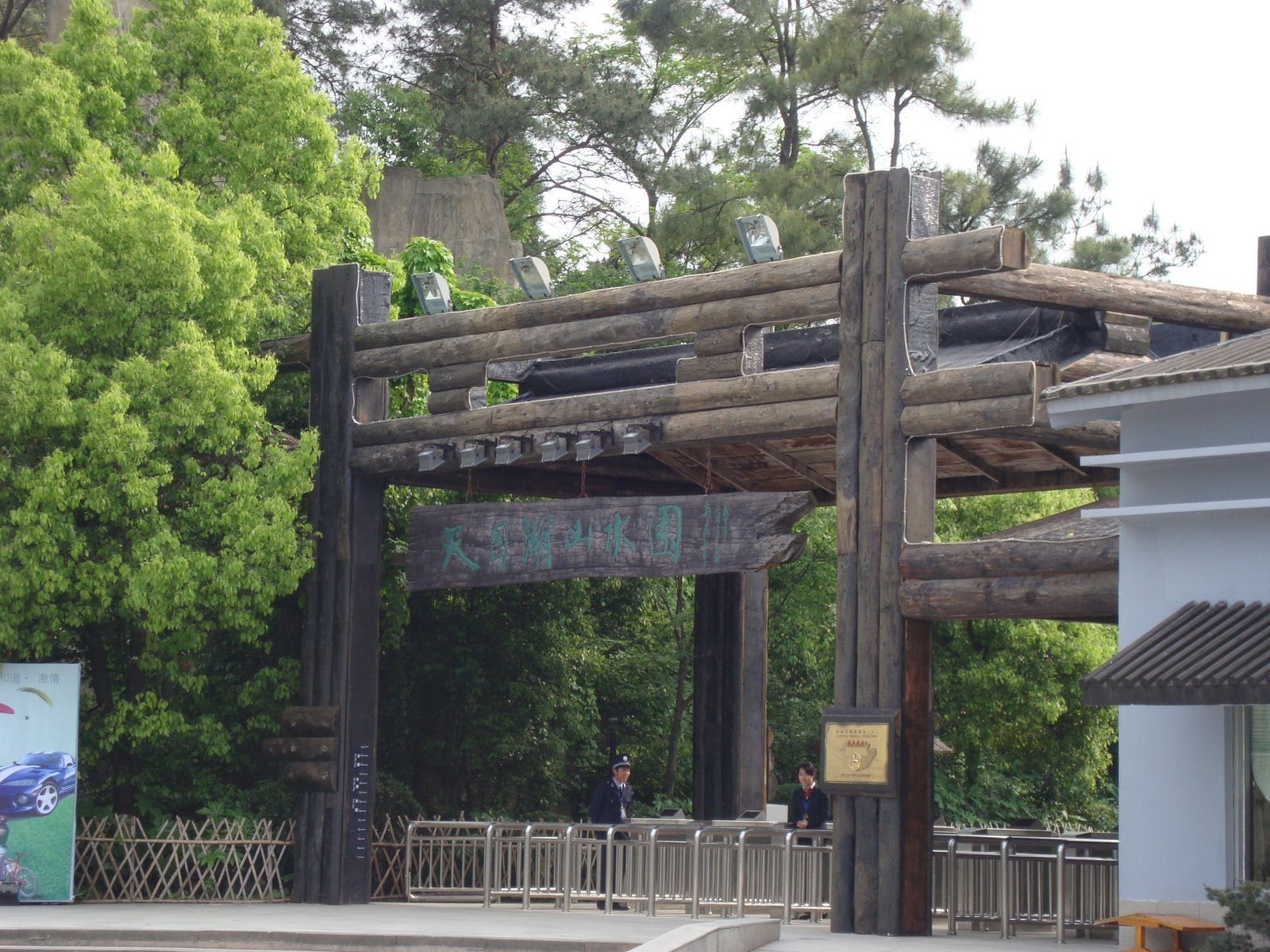
Jiangsu Tianmuhu in Liyang

In Liyang is er een grote verscheidenheid aan vervoersmogelijkheden, via de weg, het water en door de lucht. Hierdoor staat het in verbinding met de gehele economische regio en met belangrijke regio's in andere delen van China, zoals de verbindingen via de Hu-Ning-spoorlijn 沪宁铁路 (Shanghai-Nanjing) en per Huning Expressway, de snelweg tussen Shanghai en Nanjing.
Liyang kent verschillende bezienswaardigheden en attracties, waaronder:
| Naam                                | omschrijving                                       |
| ----------------------------------- | -------------------------------------------------- |
| Nashan                              | bamboemeer, natuurgebied met wilde dieren          |
| Tianmu                              | meer, schilderachtig natuurgebied met wilde dieren |
| Phonix                              | natuurgebied, aangelegd park                       |
| Nieuwe Vierde Leger Commandopost    | reservaat                                          |
| Nieuwe Vierde Leger Commando Museum | historische locatie                                |
| Voormalige residentie van Shi Liang | historische locatie                                |
| Eosimias Sinensis Museum            | wetenschapsmuseum                                  |
| Gaojing Garden                      | park, historische locatie                          |
| Platteland                          | tours, groepsreizen                                |
| Wuyuan                              | berg                                               |
| Longxing                            | eiland                                             |